# ألفريد جيسي
ألفريد جيسي (ولد في 31 أغسطس 1865 في أراو ــ توفي في 9 نوفمبر 1957 في زيورخ، الكنيسة البروتستانتية القارية، مكان المنشأ في أراو) كان طبيب أسنان سويسري.

## حياته
ألفريد جيسي ولد في 31 أغسطس 1865، الأبن لمُصنع لأدوات الرسم الفني و المصور أرلوند جيسي وأنجبته إلى العالم آنا هارنيت ستديلر. بعد ارتياده مدرسة الثانوية للجمباز والمدرسة الصناعية في أراو، بدء في 1883 دراسة طب الأسنان في مدرسة دنتير في جنيف، وبعدها أكمل تعليمه في كلية بنسلفانيا لجراحة الأسنان في فيلادلفيا، حيث أخذ الدكتوراه في 1887. في نفس العام رجع جيسي إلي سويسرا وأستقر في زيورخ. وفي 1889 نال الدبلوم الاتحادي في طب الأسنان.
كنتيجة لذلك، جيسي أنتُخب كشريك مؤسس في جامعة طب الأسنان في جامعة زيورخ، حيث درس للطلاب من 1906 إلي 1930 كبروفيسور في الطب. وفي 1939 تم انتخابه كعضو منالأكاديمية الألمانية للعلوم ليوبولدينا . تزوج ألفريد جيسي من إليزابيثا ني جيجر من أروا في 1949. وتوفي في 9 نوفمبر 1957 بعمر 92 عام في زيورخ.

## أعماله
ألفريد جيسي بحث مشكلة حركة الفك السفلي وعلاقاته بشكل الأسنان. ومن هذا طور التمفصل (Articulator) ووجه القوس (Gesichtsbogen)، وهي أدوات تحاكي حركة المضغ عند الإنسان. وتبعاً لهذا كان قادراً علي صُنع سن صناعية لكي يُساعد علي المضغ عند المرضي.

## الجوائز والتكريم
- لعمله في مجال طب الأسنان ألفرد جيسي تلقي الجوائز التالية:
- 1921: دكتوراه فخرية من جامعة زيورخ
- 1925:تلقي جائزة مارسيل بينواست
- 1927: دكتوراه فخرية من جامعة ماربورغ

## مؤلفاته
- Harald Funke: Wissenschaftliche Arbeiten von Abteilungsvorstehern des Zahnärztlichen Instituts der Universität Zürich, 1995, S. 20–55

## روابط خارجية
- Gysi, Alfred بالألمانية وبالفرنسية وبالإيطالية من قاموس سويسرا التاريخي على الإنترنت.
- نصوص عن ألفريد جيسي في فهرس مكتبة ألمانيا الوطنية